# Jacqueline Delachet
Jacqueline Delachet, Jackie Delachet, née le 21 octobre 1944 à Marseille, est une ancienne joueuse de basket-ball française. Elle a été internationale et sélectionneuse de l'équipe de France féminine.

## Biographie
Elle est la fille du footballeur Jacques Delachet et de la joueuse de basket-ball Josette Delachet (née Salducci) ainsi que la sœur du footballeur Christian Delachet.
Elle exerce le métier de professeur d'éducation physique et sportive.

## Palmarès

### Club
- Championne de France 1964, 1965

### Sélection nationale
- Championnat du Monde
  - 6e du Championnat du Monde 1971,  Brésil
  - 10e du Championnat du Monde 1964,  Pérou
- Championnat d'Europe
  - 4e du Championnat d'Europe 1976,  France
  - 7e du Championnat d'Europe 1974,  Italie
  - 4e du Championnat d'Europe 1972,  Bulgarie
  -  Médaille d'argent du Championnat d'Europe 1970,  Pays-Bas
  - 11e du Championnat d'Europe 1968,  Italie
  - 11e du Championnat d'Europe 1966,  Roumanie
- Autres
  - Début en Équipe de France le 8 février 1963 à Prague (Tchécoslovaquie) contre la Bulgarie
  - Dernière sélection le 30 juin 1976 à Hamilton (CAN) contre le Mexique

### Distinctions personnelles
- Introduite membre de l'Académie du basket-ball français au titre de la promotion 2012[2].

## Palmarès comme entraîneuse
- Médaillée d'argent à l'Euro juniors féminines : 1981